# Robert Roussillat
Le colonel Robert Roussillat, né le 10 juillet 1919 à Keryado (Morbihan) et mort le 19 janvier 1991, était un officier de l'Armée de l'air et de l'espace. Formé à l'École de l'air, il s'évade de France occupée en 1943, s'engage dans les Forces aériennes françaises libres (FAFL) et devient pilote de bombardier jusqu'à la capitulation allemande.
En 1957, il est nommé chef du Service Action du SDECE, au départ de son fondateur, le colonel Jacques Morlanne. Il le reste pendant toute la durée de la Guerre d'Algérie.